# 毛叶华西蔷薇
毛叶华西蔷薇（学名：Rosa moyesii var. pubescens）为蔷薇科蔷薇属下的一个变种。

## 扩展阅读
- 維基物種上的相關：毛叶华西蔷薇